# James Fletcher (cầu thủ bóng đá)
James Robert Fletcher (23 tháng 12 năm 1926 – tháng 3 năm 2014) là một cầu thủ bóng đá người Anh thi đấu ở vị trí tiền đạo ở Football League cho Chester. Ông đầu quân cho Birmingham City nhưng không ra sân cho đội chính, và thi đấu bóng đá non-league cho các câu lạc bộ gồm Bilston và Wellington Town.